# 奧博特人

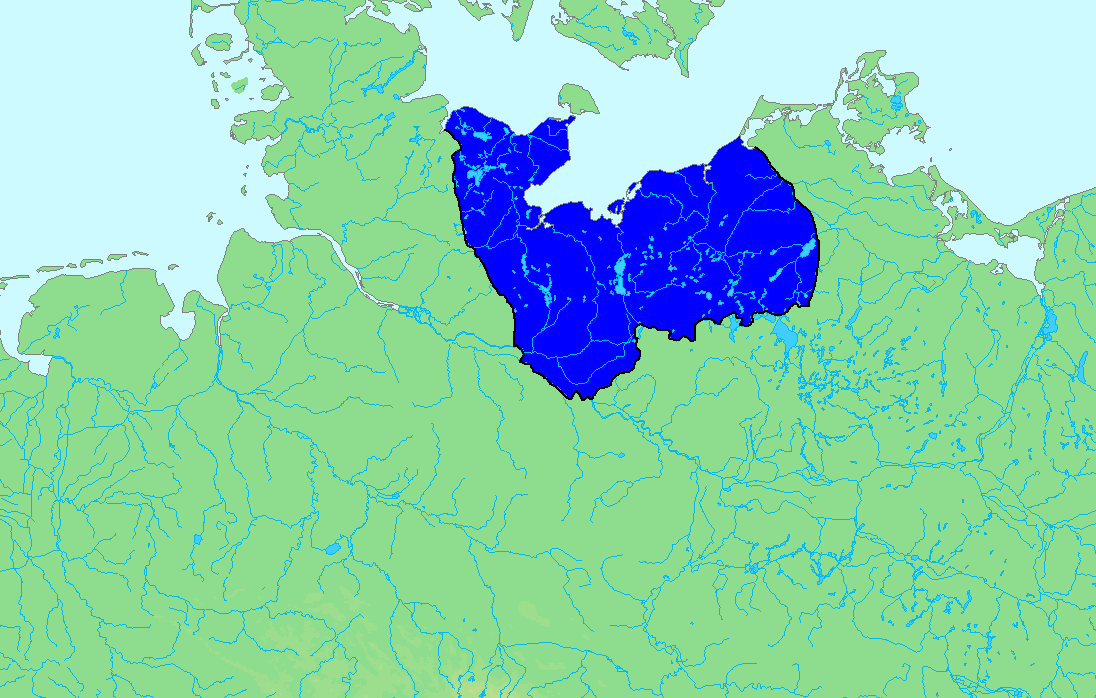
奧博特人的生活範圍

奧博特人（英語：Obotrites；拉丁語：Obotriti、Abodritorum、Abodritos；德語：Abodriten），是德國北部現代梅克倫堡和荷爾斯泰因境內的中世紀西斯拉夫部落聯盟（見波拉比斯斯拉夫人）。
數十年來，他們時常是查理曼大帝與日耳曼撒克遜人和斯拉夫波拉比安斯拉夫人的盟友。
782年，他們是查理曼大帝的盟友，在馬德堡向撒克遜人進軍，並摧毀了他們的軍隊（見薩克森戰爭，中期）。查理大帝在威悉河支流阿勒爾河河畔的費爾登，屠殺4,500名薩克森俘虜，此被查理大帝邀請來擔任宮廷教師的英格蘭學者阿爾琴所記錄。
789年，查理大帝率領弗里斯蘭人、奧博特人、索佈人越過易北河，向哈維爾河前進，進入韋萊蒂領土，波拉比安斯拉夫人領袖德德拉戈維特被迫投降，宣誓效忠查理大帝，承認法蘭克人的宗主權，並交出大量的人質。
795年，撒克遜人在次起義，奧博特人的一位領袖在柳伊尼的一次伏擊中被捕殺死。
796年，發生了英格蘭人的起義，但在查理曼大帝以及皈依基督教的撒克遜人、斯拉夫人、奧博特人的幫助立即鎮壓了。
798年，在博恩霍夫戰役中，特拉斯科王子領導下的奧博特人擊敗了撒克遜人，皇帝驅散了仍然是異教徒的薩克森人。
1167年，奧博特里特邦聯被廢除，當時普里比斯拉夫作為梅克倫堡親王的獅子亨利恢復了權力，從而建立了德國梅克倫堡家族。